# إعلان إنشاء الاتحاد السوفيتي
```
يعد 
إعلان إنشاء اتحاد الجمهوريات الاشتراكية السوفيتية
 
[
1
]
 وثيقة تاريخية شكلت، إلى جانب 
معاهدة إنشاء الاتحاد السوفيتي
، الأساس الدستوري لإنشاء 
اتحاد الجمهوريات الاشتراكية السوفيتية
 كدولة متعددة الجنسيات.
[
2
]
```

ذكر الإعلان الأسباب التي تستلزم تشكيل اتحاد بين جميع الجمهوريات السوفيتية الحالية في دولة اشتراكية موحدة وعبرت عن استعدادها للقيام بـ "ثورة دائمة"، لتصدير الثورة الاشتراكية إلى دول أخرى، خاصة في الغرب، كما يتضح من الحرب البولندية السوفيتية. وشدد الإعلان أيضًا على أن إنشاء اتحاد الجمهوريات الاشتراكية السوفيتية كان اتحادًا طوعيًا للشعوب ذات الحقوق المتساوية، حيث تحتفظ كل جمهورية سوفيتية بالحق في الانفصال بحرية عن الاتحاد، وهو حكم تم استخدامه كأساس قانوني لاستقلال عدة جمهوريات وما تلاها من تفكك الاتحاد عام 1991.
تمت الموافقة على مشروع الإعلان في 29 ديسمبر 1922، من خلال مؤتمر لوفود المندوبين المفوضين من جمهورية روسيا الاتحادية الاشتراكية السوفيتية، وجمهورية أوكرانيا الاشتراكية السوفيتية وجمهورية بيلاروس الاشتراكية السوفيتية، وجمهورية ما وراء القوقاز الاشتراكية السوفيتية. في 30 ديسمبر 1922، اعتمد المؤتمر الأول للسوفيت في الاتحاد السوفيتي مع معاهدة إنشاء الاتحاد السوفيتي. تم تضمينه كديباجة في دستور اتحاد الجمهوريات الاشتراكية السوفيتية لعام 1924.